# Max Hamburger
Meijer (Max) Hamburger (Amsterdam, 10 februari 1920 – Maastricht, 2 juli 2012) was een Nederlandse psychiater van Joodse afkomst. Hij was verzetsstrijder tijdens de Tweede Wereldoorlog en hij was een getuigend overlevende van de concentratiekampen Auschwitz en Buchenwald.

## Jeugd en opleiding
Max Hamburger werd geboren in Amsterdam als tweede zoon van diamantslijper Hartog Hamburger en kleermaakster Julia Waterman. Zijn moeder werd weduwe, maar kon door het pensioen van haar man en haar eigen werk Max na zijn middelbareschooltijd door laten studeren. Hamburger ging medicijnen studeren aan de Universiteit van Amsterdam, mede ingegeven door het feit dat zijn oudere broer als tiener aan kanker was overleden, wat een grote invloed had gehad op het gezin.

## Arrestatie en concentratiekamp
In oktober 1943 werden Hamburger en zijn moeder opgepakt en naar Kamp Westerbork gebracht. Hamburger was gearresteerd omdat de verzetsgroep waar hij deel van uitmaakte verraden was. Hij werd op 8 februari 1944 op transport gezet naar Auschwitz. Zijn moeder volgde een maand later: zij werd na aankomst in Auschwitz op 6 maart 1944 onmiddellijk in een gaskamer vermoord. Zelf overleefde Max als arts in opleiding een tijdlang als medisch assistent die de gevangenen op luizen moest controleren. Aan het eind van de oorlog werd hij overgeplaatst naar verschillende kampen om uiteindelijk in Buchenwald te belanden. Hij was de dood zeer nabij toen hij daar op 10 april 1945 werd bevrijd door het Amerikaanse Derde Leger onder leiding van generaal Patton.

## Na de oorlog
Onmiddellijk na de bevrijding werd een bekende foto gemaakt door een Amerikaanse militair die in vele tijdschriften heeft gestaan (zie hiernaast). Max dacht dat hij de uitgeteerde man onderaan kon zijn. Op deze foto staat ook Elie Wiesel afgebeeld. Terug in Nederland kreeg hij het nieuws dat de ouders van zijn voor de oorlog overleden vader al in 1943 waren omgekomen in het vernietigingskamp Sobibór en hij zijn gehele familie was kwijtgeraakt. Ernstig verzwakt door tuberculose bracht hij na de oorlog jaren in ziekenhuizen en een sanatorium door. Vanaf het ziekbed voltooide hij zijn studie medicijnen en werd psychiater, gespecialiseerd in het behandelen van oorlogstrauma's. In 1999 maakte het televisieprogramma Netwerk een aangrijpende documentaire over zijn bezoek met zijn twee dochters uit zijn tweede huwelijk aan het kamp Auschwitz, waar ook de gedenk-kei van zijn moeder opgezocht werd.

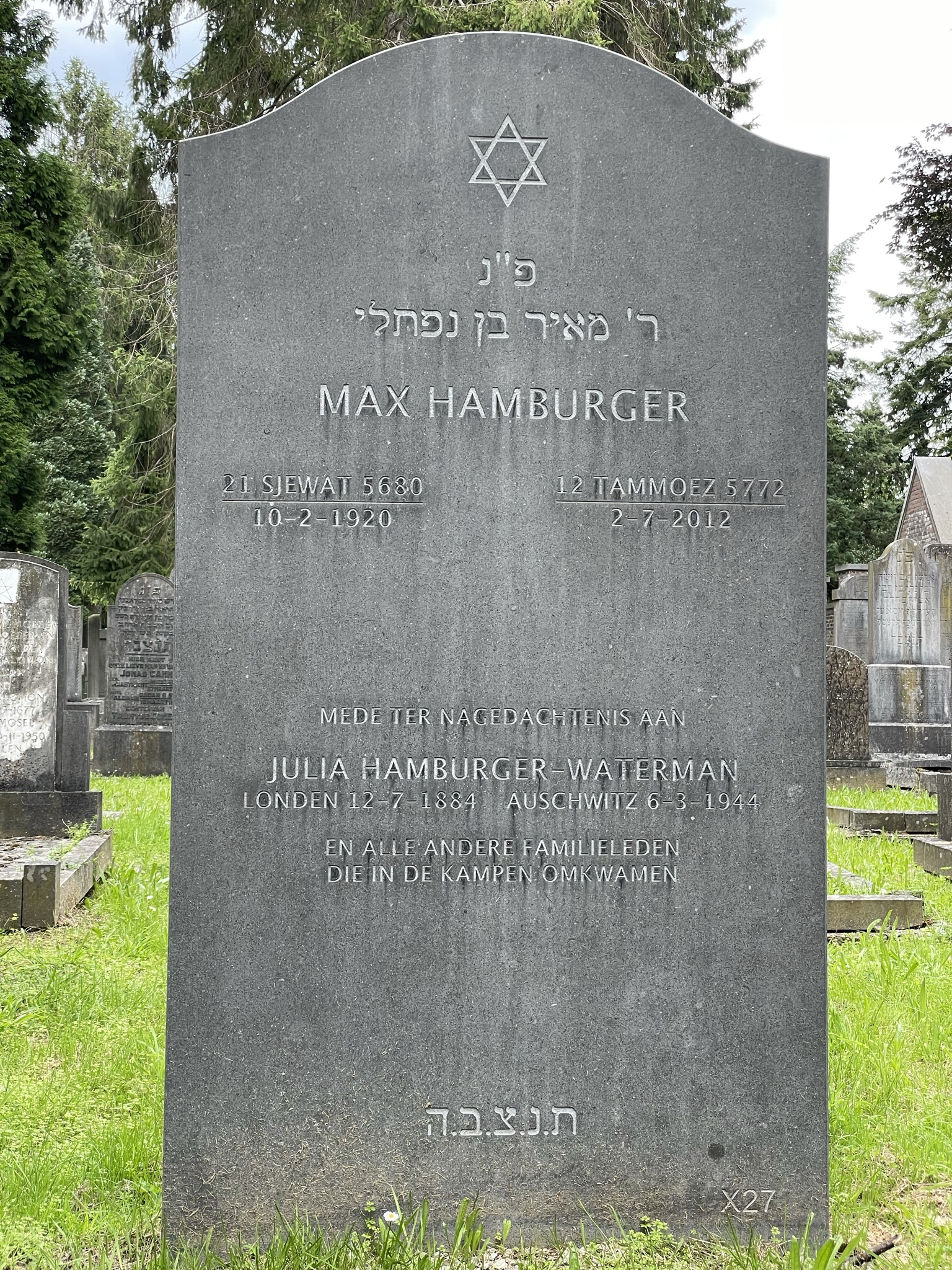
Graf van Max Hamburger met herdenking aan Julia Hamburger-Waterman. Algemene Begraafplaats Tongerseweg in Maastricht.

Max Hamburger ligt begraven op de Joodse Begraafplaats Maastricht, onderdeel van de Algemene Begraafplaats Tongerseweg in Maastricht. Graflocatie op Google Maps.

## Personalia
Max Hamburger kreeg vier kinderen uit zijn eerste huwelijk met Janny Bolle waaronder de advocaat Carry Knoops-Hamburger, twee uit zijn tweede huwelijk en twee uit zijn derde huwelijk. Hij sprak tot zeer hoge leeftijd nog in scholen, kerken en universiteiten in binnen- en buitenland over zijn ervaringen.